# 1035-ös busz
Az 1035-ös jelzésű autóbusz egy országos autóbuszjárat volt, amely Budapestet kötötte össze Kazincbarcikával, Ózdon keresztül. Útvonalának hossza Kazincbarcika felé 188,4 km, Budapest felé 188,9 km volt.
Naponta egy járatpár szállította az utasokat, a hetek első munkanapját megelőző napon egy járat közlekedett Putnok és Budapest között.
A 2020. július 1-jei menetrend módosításokkal a Volánbusz Zrt. megszüntette az autóbuszvonalat, közvetlen eljutást ezután az 1054-es buszok kínálnak.

## Megállóhelyei
| 0  | Budapest, Stadion autóbusz-pályaudvar végállomás | 35 | 24 | 1 75, 77, 80, 80A 95, 130, 195 396, 397, 398, 399, 400, 402, 410, 412, 414, 422, 424, 430, 432, 434, 435, 436, 437, 438, 439, 440, 441, 442, 485, 486 1020, 1021, 1024, 1031, 1032, 1034, 1037, 1039, 1040, 1045, 1046, 1049, 1050, 1051, 1052, 1054, 1057, 1060, 1061, 1063, 1067, 1068, 1069, 1070, 1071, 1075, 1076, 1077, 1078 |
| 1  | Budapest, Kacsóh Pongrác út                      | 34 | 23 | 1, 3, 69 74, 74A 25, 32, 225 396, 397, 398, 399, 400, 402, 412, 414, 422, 424, 432, 434, 435, 436, 437, 438, 439, 442 1020, 1021, 1024, 1032, 1034, 1037, 1039, 1040, 1045, 1046, 1049, 1050, 1051, 1052, 1054, 1057, 1061, 1063, 1067, 1068, 1069, 1071, 1076                                                                     |
| 2  | Budapest, Szerencs utca                          | 33 | 22 | 225, 96, 296, 296A 396, 397, 398, 399, 400, 402, 412, 414, 422, 424, 432, 434, 435, 436, 437, 438, 439, 442 1020, 1021, 1024, 1034, 1037, 1039, 1040, 1045, 1046, 1049, 1050, 1051, 1052, 1054, 1057, 1061, 1063, 1067, 1068, 1069, 1071, 1076                                                                                     |
| 3  | Mátraverebély, eszpresszó                        | 32 | 21 | 1020, 1021, 1031, 1032, 1034, 1301, 1305, 1307 3060, 3061, 3062, 3063, 3064, 3065, 3066, 3166 |
| 4  | Bátonyterenye (Nagybátony), Ózdi út 10.          | 31 | 20 | 2, 3, 3A, 3C 1021, 1031, 1032, 1034, 1301, 1305, 1307, 1349, 1351, 1354 3051, 3052, 3055, 3058, 3060, 3061, 3062, 3063, 3065, 3066, 3108, 3166 |
| 5  | Bátonyterenye (Nagybátony), bányaváros           | 30 | 19 | 2, 3A 1021, 1031, 1032, 1034, 1301, 1305, 1307, 1349, 1351, 1354 3052, 3055, 3058, 3060, 3061, 3063, 3065, 3066, 3166 |
| 6  | Nemti, vegyesbolt                                | 29 | 18 | 1031, 1032, 1034, 1349, 1351, 1354, 1384, 1447 3036, 3038, 3051, 3126 |
| 7  | Mátraterenye (Nádújfalu), faluszéle              | 28 | 17 | 1031, 1034, 1347, 1349, 1351, 1352, 1354, 1384, 1447 3034, 3036, 3126 |
| 8  | Ivád, bejárati út                                | 27 | 16 | 1031, 1034, 1347, 1349, 1351, 1384 3474, 3494 |
| 9  | Pétervására, városháza                           | 26 | 15 | 1031, 1034, 1347, 1349, 1351, 1384 3462, 3474, 3476, 3478, 3479, 3481, 3482, 3483, 3484, 3489, 3490, 3491, 3492, 3494 |
| 10 | Bükkszenterzsébet, autóbusz-váróterem            | 25 | 14 | 1031, 1034, 1347, 1351, 1384 3479, 3481, 3484 |
| 11 | Tarnalelesz, központ                             | 24 | 13 | 1031, 1034, 1347, 1351, 1384 3479, 3481, 3484, 3491 |
| 12 | Szentdomonkos, autóbusz-váróterem                | 23 | 12 | 1031, 1034, 1051, 1384 3479, 3481, 3484 |
| 13 | Szentdomonkos, Tipászó                           | 22 | 11 | 1031, 1034, 1051, 1384 3479, 3481, 3484 |
| 14 | Borsodnádasd, autóbusz-váróterem                 | 21 | 10 | 1031, 1034, 1051, 1384 3404, 3409 |
| 15 | Járdánháza, temető                               | 20 | 9  | 1031, 1034, 1051, 1384 3770, 4180 |
| 16 | Arló, Arlói-tó bejárati út                       | 19 | 8  | 1031, 1034, 1051, 1384 3770, 4180 |
| 17 | Ózd, somsályi elágazás                           | 18 | 7  | 26 1031, 1034, 1051 3770, 4180, 4185 |
| 18 | Ózd-Hódoscsépány, élelmiszerbolt                 | 17 | 6  | 26 1031, 1034, 1051, 1384 3770, 4180, 4185 |
| 19 | Ózd, bolyki elágazás                             | 16 | 5  | 2, 2A, 2E, 20, 20A, 21, 26 1031, 1034, 1051, 1384 3770, 3773, 4180, 4185 |
| 20 | Ózd, autóbusz-állomás                            | 15 | 4  | 1A, 2A, 2E, 4, 7, 8, 20, 20A, 21, 22, 26, 33, 74 1031, 1034, 1051, 1384, 1410, 1411 3411, 3770, 3773, 4140, 4145, 4147, 4148, 4150, 4151, 4153, 4155, 4157, 4158, 4160, 4161, 4180, 4185, 4186 |
| 21 | Ózd, vasútállomás                                | 14 | ∫  | 4, 7, 8, 21, 22, 74 1384, 1410, 1411 3770, 3773, 4140, 4145 személyvonat |
| 22 | Ózd-Alsó vasútállomás                            | 13 | ∫  | 4, 74 1384, 1410, 1411 3770, 3773, 4140, 4145 személyvonat |
| 23 | Sajópüspöki, élelmiszerbolt                      | 12 | 3  | 1034, 1384, 1410, 1411 3770, 3773, 4140, 4145 |
| 24 | Bánréve, autóbusz-váróterem                      | 11 | 2  | 1034, 1384, 1410, 1411 3770, 3773, 4140, 4145 |
| 25 | Bánréve, Újtelep                                 | 10 | ∫  | 1384, 1410, 1411 3770, 3773, 4140, 4145 |
| 26 | Héti elágazás                                    | 9  | 1  | 1034, 1384, 1410, 1411 3770, 3773, 4063, 4140, 4145, 4188 |
| 27 | Putnok, Fő tér végállomás                        | 8  | 0  | 1384, 1410, 1411 3770, 3773, 4057, 4062, 4063, 4065, 4140, 4145, 4147, 4148, 4151, 4188, 4193, 4194, 4195 |
| 28 | Putnok, Kossuth utca 62                          | 7  |    | 1384, 1410, 1411 3770, 3773, 4057, 4062, 4063, 4065, 4147, 4188, 4194, 4195 |
| 29 | Dubicsány, panzió                                | 6  |    | 1384, 1410, 1411 3770, 3773, 4057, 4062, 4063, 4065, 4194 |
| 30 | Sajógalgóci elágazás                             | 5  |    | 1384, 1410, 1411 3770, 3773, 4057, 4062, 4063, 4065, 4066, 4067, 4194 |
| 31 | Vadna, községháza                                | 4  |    | 1054, 1384, 1410, 1411 3408, 3770, 3773, 4057, 4058, 4059, 4060, 4061, 4062, 4063, 4065, 4066, 4067, 4153, 4194 |
| 32 | Sajókaza, vasútállomás bejárati út               | 3  |    | 1054, 1384, 1410, 1411 3408, 3770, 3773, 4057, 4058, 4059, 4060, 4061, 4062, 4063, 4066, 4067, 4069, 4153, 4194 személyvonat |
| ∫  | Kazincbarcika, városháza                         | 2  |    | 1054, 1384, 1410, 1411 3765, 3768, 3770, 3772, 3773, 4040, 4044, 4047, 4048, 4050, 4052, 4059, 4063, 4065, 4067, 4069, 4070, 4075, 4080 |
| 33 | Kazincbarcika, kórház                            | ∫  |    | 1054 3408, 3765, 3768, 3770, 3772, 4040, 4044, 4047, 4048, 4050, 4052, 4057, 4059, 4060, 4065, 4066, 4069, 4070, 4075, 4080, 4153 |
| 34 | Kazincbarcika, autóbusz-állomás végállomás       | ∫  |    | 1054 3408, 3756, 3765, 3768, 3770, 3772, 4040, 4041, 4044, 4047, 4048, 4050, 4052, 4057, 4059, 4060, 4065, 4066, 4069, 4070, 4075, 4080, 4153 |
|    | Kazincbarcika, központi iskola                   | 1  |    | 3765, 3768, 3770, 3772, 4040, 4044, 4047, 4048, 4050, 4052, 4059, 4063, 4065, 4069, 4070, 4075, 4080 |
|    | Kazincbarcika, Szent Flórián tér végállomás      | 0  |    | 1054, 1384, 1410, 1411 3765, 3768, 3769, 3772, 4040, 4043, 4044, 4045, 4047, 4048, 4050, 4052, 4058, 4059, 4061, 4062, 4063, 4065, 4066, 4067, 4069, 4070, 4075, 4078, 4079, 4080, 4194 |